# Угорська Радянська Республіка
Угорська Радянська Республіка (букв. Республіка Рад в Угорщині (угор. Magyarországi Tanácsköztársaság або Magyarországi Szocialista Szövetséges Tanácsköztársaság)) — короткотривалий комуністичний режим, який існував в Угорщині в період з 21 березня по 6 серпня 1919 року. Республіка проіснувала лише чотири місяці (133 дні).

## Виникнення

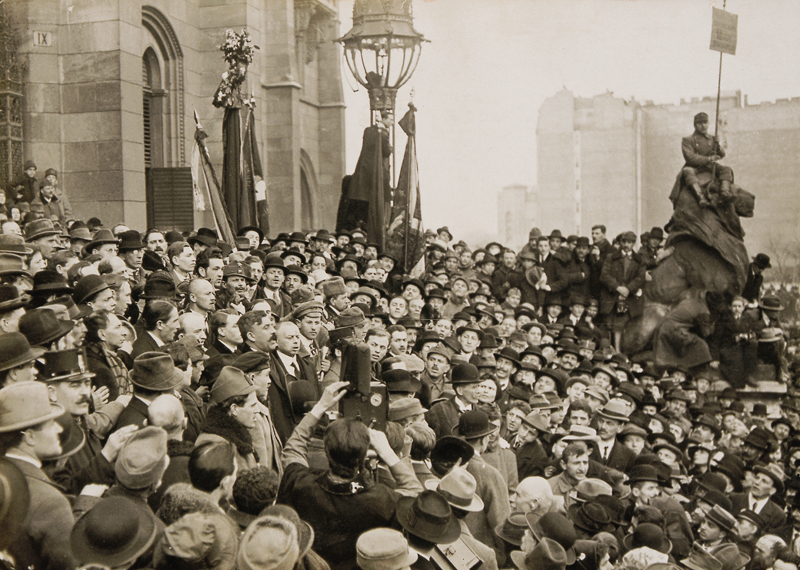
Шандор Гарбаї і Бела Кун проголошують Радянську Республіку

Основною причиною виникнення Угорської Радянської Республіки стала нездатність уряду графа Мігая Карої відродити Угорську державу й організувати соціальне та економічне життя на її території в умовах щойно завершеної війни і краху Австро-Угорської імперії. Після шести місяців перебування при владі, усвідомивши небажання країн Антанти враховувати інтереси Угорщини, Карої передав владу коаліції соціал-демократів і комуністів.

## Угорська комуністична партія

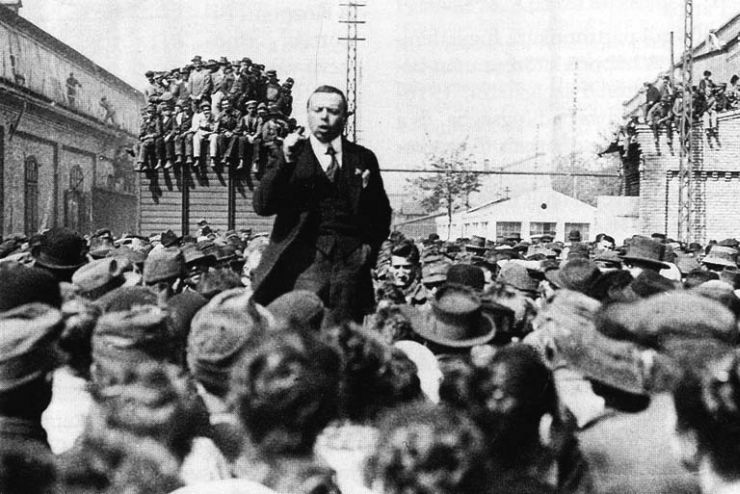
Бела Кун звертається до співвітчизників

Угорська комуністична партія на цей час була ще нечисленною, але її члени були дуже активними і вона швидко зростала. Її вплив на суспільне життя швидко посилювався. 

Комуністи, що склали ядро партії, нелегально прибули з Радянської Росії у жовтні 1918 року. Це були угорські військовополонені у Росії, що увійшли до угорської комуністичної групи Федерації іноземних груп при ЦК РКП(б). 4 листопада у Будапешті вони оголосили про створення Комуністичної партії Угорщини. У листопаді ж до Угорщини прибув голова Федерації іноземних груп при ЦК РКП(б) Бела Кун з іще 80-ма комуністами. Він очолив компартію. Наприкінці 1918 — на початку 1919 року прибуло ще 250–300 більшовицьких агітаторів та емісарів. Скориставшись фінансовою допомогою Радянської Росії угорські комуністи змогли розширити революційну пропаганду та посилити свій вплив. Бела Кун почав активно залучати прихильників, зокрема, схиляючи соціал-демократів до радикальніших поглядів. До лютого 1919 партія налічувала вже від 30 до 40 тисяч членів, включаючи велику кількість безробітних, колишніх військовослужбовців, молодих інтелектуалів та представників національних меншин.
У міру зростання чисельності партії, вона ставала все радикальнішою. Свого піку цей процес досяг 20 лютого 1919, коли демонстрація комуністів переросла у погром редакції офіційної газети соціал-демократів, в ході якої загинуло сім осіб, включаючи поліцейських. Уряд використовував цей інцидент як привід для арешту лідерів Угорської комуністичної партії, заборони її газети і закриття офісів партії. Арешти проводилися вкрай жорстоко, поліцейські відкрито били арештованих комуністів. Результатом цього стала хвиля громадських симпатій до комуністичної партії. 1 березня було відкликано заборону на видання газети компартії і відкриті її офіси. Хоча лідери партії залишалися в ув'язненні, було знято заборону на їх відвідування, в результаті чого вони змогли повернутися до активної участі у громадському житті.

## Захоплення влади

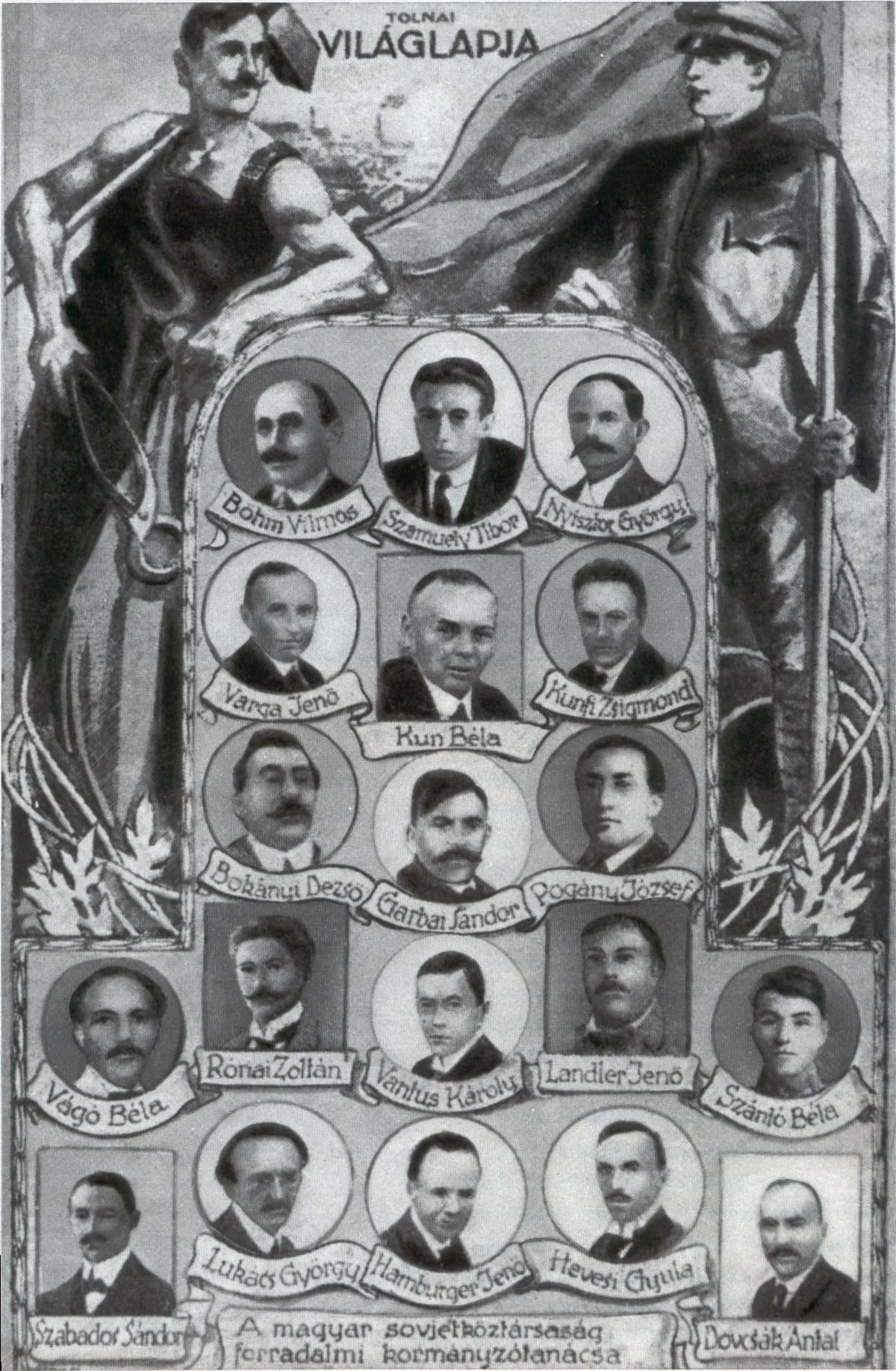
Уряд Угорської Радянської Республіки на плакаті

Після отримання ультиматуму Викса з вимогою евакуації угорських військ з ряду прикордонних територій, включаючи Дебрецен і Сегед, 20 березня президент Михай Карої відправив у відставку уряд Денеш Берінкеї і 21 березня оголосив про те, що доручає формування уряду соціал-демократам. Останні, прагнучи до формування стійкого коаліційного уряду відразу вступили в переговори з комуністичною партією, лідери якої залишалися в ув'язненні. Зокрема, в ході переговорів була досягнута угода про об'єднання обох партій в Угорську соціалістичну партію. Карої про хід переговорів намагалися не інформувати.
Використавши модель захоплення влади, випробувану Леніним, Бела Кун, що офіційно обіймав посаду комісара з іноземних справ, створив уряд під назвою Революційна Правляча Рада, яка проголосила Угорську Радянську Республіку, а президент Карої пішов у відставку. Спочатку уряд був коаліцією соціалістів і комуністів на чолі з Шандором Гарбаї, проте лише через декілька днів комуністи вивели з нього останніх соціалістів. Після цього новий комуністичний уряд проголосив скасування всіх аристократичних титулів і привілеїв, відділення церкви від держави, декларував свободу слова і зборів, безкоштовну освіту, мовні та культурні права для національних меншин. Також комуністи націоналізували промислові та комерційні підприємства, житло, транспорт, банківську сферу, медицину, установи культури і всі земельні володіння, розміри яких перевищували 40 га. Чималу підтримку в суспільстві отримала і діяльність уряду з відновлення кордонів Угорщини.
Бела Кун радіограмою поінформував Леніна про те, що в Угорщині встановлена диктатура пролетаріату і запропонував укласти союз між РРФСР та Угорською Радянською Республікою з метою протидії Антанті. В. Ленін підтримував постійний телеграфний зв'язок із Бела Куном (218 переговорів та повідомлень за 133 дні) і давав вказівки щодо діяльності комуністів. Він порадив розв'язати червоний терор, розстрілювати соціал-демократів та дрібних буржуа. Комуністи вжили репресій щодо євреїв: закликали до знищення євреїв, які не хотіли йти на фронт, а також заарештували 5 000 польських євреїв, що приїхали до Угорщини за провізією. Але Радянська Росія, втягнута в громадянську війну, ніякої допомоги Угорщині крім фінансової та пропагандистської надати не змогла. Комуністи виявилися залишені сам на сам з опонентами.

## Червона Гвардія і Червона армія
Для забезпечення захисту республіки почалося формування Червоної гвардії на чолі з Матьяш Ракоші, пізніше реорганізовану в Червону армію. Крім того, з'явився загін, який налічував близько 200 озброєних людей на чолі з Йожефом Черні, які називали себе «ленінцями», і були задіяні на селі, де виявлялися контрреволюційні настрої. «Ленінці», а також подібні до них групи, були налаштовані радикально антиклерикально, що викликало у консервативного сільського населення різке неприйняття. Крім того, націоналізація землі і реквізиції настановили проти уряду більшу частину угорського селянства. Результатом цього стали регулярні конфлікти, що нерідко приводили до збройних зіткнень урядових військ з селянами. Ще одним фактором, який знизив популярність угорського радянського уряду, полягав у тому, що майже всі його члени (Б. Кун, Д. Лукач, Т. Самуель, М. Ракоші, Е. Гері тощо) були євреями, у той час як в населенні Угорщини євреї складали лише невеликий відсоток. Тим часом на окупованих країнами Антанти територіях країни було утворено контрреволюційний уряд графа Дьюли Карої, при якому була сформована Національна армія Міклоша Горті.

## Встановлення кордонів
Кун активно сприяв експансії комунізму на сусідні території, що раніше належали Угорщині. Після того, як ними було здобуто перемогу над військами Чехословаччини, Президент США Вільсон був змушений направити уряду Угорщини запрошення в Париж на переговори щодо встановлення кордонів Угорщини. Кун чекав «дружньої» інтервенції з боку Радянської Росії, яка змогла б гарантувати існування його режиму, що мало стати початком всесвітньої соціалістичної революції. Одним з проявів цього процесу можна розглядати появу 16 червня Словацької Радянської Республіки у південній та східній частинах Словаччини.

## Червоний терор
Ситуація в Угорщині почала змінюватися після провалу заколоту, влаштованого 24 червня Народними соціал-демократами. Новим комуністичним урядом на чолі з Анталом Довшаком були організовані масові репресії: було страчено 590 учасників заколоту. В країні було розгорнуто «червоний терор» і підтримка уряду населенням почала слабшати.

## Антанта
В цей же час Радянська Угорщина зіткнулася і з зовнішньою загрозою. Просування її військ на півночі було зупинено, і наприкінці червня під ударами чехословацької армії була знищена Словацька Радянська Республіка. У той же час Румунія, за підтримки Антанти, напала на Угорщину з південного сходу, її війська швидко просувалися по країні, незабаром відрізавши всі шляхи, що ведуть до столиці. Угорська червона армія була змушена дати бій на підступах до Будапешту. Битва була червоними програна і 1 серпня Бела Кун і більшість членів уряду втекли до Австрії. Невелика частина на чолі з Д'єрдьом Лукачем, колишнім комісаром з культури, що залишилася, приступила до організації підпільної комуністичної партії. Будапештською Радою робітничих депутатів було обрано новий уряд на чолі з Дьюлою Пейдлом, але діяв він лише кілька днів, до 6 серпня, коли увійшли в Будапешт румунські війська й поставили крапку в історії Угорської Радянської Республіки.

## Білий терор

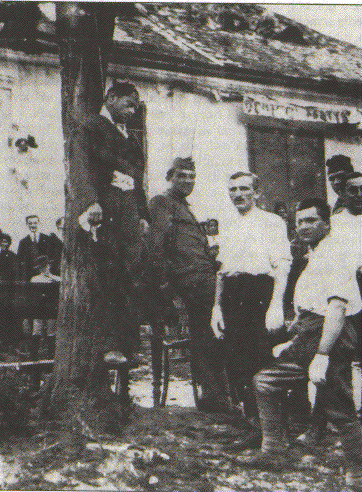
Жертва білого терору. 1919 г.

У політичному вакуумі, що утворився в результаті загибелі Радянської республіки і румунської окупації, швидко набрали сил консерватори Іштван Бетлен і Міклош Горті, що захопили контроль над західною Угорщиною, не окупованою румунами. Національна армія, очолювана Горті, що була рядом напівсамостійних збройних формувань, почала кампанію терору проти комуністів, інших лівих і євреїв, яка стала відома як «білий терор». Багато прихильників Радянської республіки були розстріляні без суду і слідства, значна частина потрапила до в'язниці в результаті так званих «комісарських процесів». Більшість цих ув'язнених згодом були обміняні на підставі угоди про обмін між Радянською Росією і гортистською Угорщиною, укладеного в 1921 р. (за цією угодою до Росії було видано 415 ув'язнених).

## Спроба допомоги Червоної армії
15 травня в Бессарабії почалася спроба наступу Червоної армії — з метою надання допомоги радянській Угорщині, відбулося форсування Дністра радянськими військами та вступ на територію Румунії. 29 травня відбувся вступ до міста Бендери частин Червоної армії, однак для подальшого просування вглиб Бессарабії не було достатніх сил, і частини невдовзі знову відійшли за Дністер..

## Ресурси Інтернету
- Угорська Радянська Республіка // Юридична енциклопедія : [у 6 т.] / ред. кол.: Ю. С. Шемшученко (відп. ред.) [та ін.]. — К. : Українська енциклопедія ім. М. П. Бажана, 2004. — Т. 6 : Т — Я. — 768 с. — ISBN 966-7492-06-0.
- Alan Woods, «The Hungarian Soviet Republic of 1919: The Forgotten Revolution.»